# Восставший из ада 2
«Восставший из ада 2» (англ. Hellbound: Hellraiser II) — фильм ужасов, сиквел фильма «Восставший из ада».

## Сюжет
В Индии 1920-х годов британский военный офицер Эллиот Спенсер превращается в сенобита Пинхеда после открытия шкатулки Лемаршана.
Вскоре после того, как Фрэнк Коттон убил ее отца, Керсти Коттон попадает в психиатрическую больницу. В беседе с доктором Чаннардом и его ассистентом Кайлом МакРе она рассказывает о недавних событиях и умоляет их уничтожить окровавленный матрас, на котором умерла ее мачеха-убийца Джулия Коттон.
Выслушав историю Керсти, доктор Чаннард, который втайне одержим шкатулкой, велит принести матрас к нему домой и убеждает одного из своих пациентов лечь на него и порезать себя опасной бритвой. Полученная в результате кровь освобождает лишенную кожи Джулию из измерения сенобитов, и она впоследствии поглощает жизненную энергию пациента. Пробравшись в дом Чаннарда, чтобы проверить слова Керсти, Кайл становится свидетелем этого события и в ужасе убегает.
Керсти знакомится с молодой молчаливой пациенткой по имени Тиффани, которая демонстрирует удивительные способности к разгадыванию головоломок. Той же ночью Керсти просыпается в своей палате от видения того, кто, как она считает, является ее отцом без кожи, который письменно сообщает ей, что он в аду, и просит ее помочь ему. Кайл возвращается в больницу и говорит Керсти, что верит в ее рассказ. Они решают вернуться в дом Чаннарда.
Тем временем Чаннард, соблазненный Джулией, приводит к себе домой других пациентов, чтобы она могла питаться и восстанавливаться. Керсти и Кайл прибывают в дом Чаннарда. Полностью восстановившаяся Джулия убивает Кайла и вырубает Керсти.
Ченнард и Джулия похищают Тиффани и заставляют ее открыть шкатулку, чтобы они могли войти в похожий на лабиринт мир Пинхеда и других сенобитов. Сенобиты щадят Тиффани, осознавая, что, хотя она была физически ответственна за открытие шкатулки, действительные намерения и желание, стоящие за этим, принадлежали Чаннарду. В Аду существо Левиафан, имеющий форму гигантского вытянутого алмаза, вращается в пространстве над лабиринтом, испуская черные лучи, которые заставляют Чаннарда вспомнить некоторые из совершенных им зверств. Джулия называет Левиафана богом плоти, голода и вожделения, властелином лабиринта. Керсти, забрав шкатулку, следует за ними.
Пинхед и другие члены Общины находят Керсти и говорят ей, что она может свободно исследовать это место. Джулия предает Чаннарда Левиафану, чтобы тот превратил его в сенобита; пока доктор кричит от боли, Джулия рассказывает, что у нее есть миссия приносить души Левиафану, включая душу Чаннарда.
Керсти встречает Фрэнка, который рассказывает, что обманул ее, притворившись ее отцом. Появляется Джулия и уничтожает Фрэнка в отместку за ее убийство, позволяя Керсти сбежать. Затем Джулию убивает вихрь, который открывается внутри лабиринта, оставляя после нее только кожу.
Керсти и Тиффани воссоединяются и пытаются сбежать, но попадают в засаду, устроенную Чаннардом, который стал сенобитом. Девушки убегают и сталкиваются с Пинхедом и его сенобитами. Керсти показывает Пинхеду фотографию Спенсера, которую она взяла из кабинета Чаннарда, и он постепенно вспоминает, что являетесь был человеком; другие сенобиты тоже вспоминают свои прошлые жизни. Внезапно появляется Чаннард и подзывает Тиффани, к которой возвращается способность говорить. Пинхед и другие сенобиты пытаются сразиться с Чаннардом, но тот легко одолевает и убивает их всех.
Чаннард заманивает Керсти и Тиффани в ловушку. Керсти находит кожу Джулии и надевает ее, чтобы отвлечь Чаннарда и дать Тиффани достаточно времени, чтобы закрыть шкатулку. В итоге Чаннард погибает, и дверь в Ад наконец закрывается. Девушки покидают больницу.
Позднее двое грузчиков выносят вещи доктора Чаннарда из его дома. Одного из них затаскивает внутрь матраса, а другой становится свидетелем того, как изнутри поднимается таинственная колонна. Одно из лиц, слившихся с колонной, - это бродяга из предыдущего фильма, который спрашивает мужчину: «Что вам угодно, сэр?»

## В ролях
| Актёр          | Роль                                    |
| -------------- | --------------------------------------- |
| Клэр Хиггинс   | Джулия Коттон                           |
| Эшли Лоренс    | Кёрсти Коттон                           |
| Кеннет Крэнем  | доктор Филипп Ченнард / Ченнард сенобит |
| Имоджен Бурман | Тиффани                                 |
| Шон Чэпман     | Френк Коттон                            |
| Уильям Хоуп    | Кайл МакРе                              |
| Даг Брэдли     | Пинхэд / капитан Эллиот Спенсер         |
| Николас Винс   | Чэйтер второй                           |
| Саймон Бэмфорд | Баттербол                               |
| Барби Уайлд    | Фимейл                                  |

## Награды и номинации

### Сатурн
| Год  | Категория                    | Персона       | Результат |
| ---- | ---------------------------- | ------------- | --------- |
| 1988 | Лучшая музыка                | Кристофер Янг | Победа    |
| 1990 | Лучшая актриса второго плана | Клэр Хиггинс  | Номинация |
| 1990 | Лучший фильм ужасов          | -             | Номинация |

### Fantasporto
| Год  | Категория    | Результат |
| ---- | ------------ | --------- |
| 1989 | Лучший фильм | Номинация |

### Festival de Cine de Sitges
| Год  | Категория    | Результат |
| ---- | ------------ | --------- |
| 1988 | Лучший фильм | Номинация |

## Саундтрек
Композитор Кристофер Янг:
- Hellbound
- Second Sight Seance
- Looking Through A Woman
- Something To Think About
- Skin Her Alive
- Stringing The Puppet
- Hall of Mirrors
- Dead or Living?
- Leviathan
- Sketch With Fire
- Chemical Entertainment
- Obscene Kiss
- Headless Wizard
- What’s Your Pleasure?